# Gāsholkhī
Gāsholkhī är en ort i Iran.   Den ligger i provinsen Kerman, i den sydöstra delen av landet, 1 000 km sydost om huvudstaden Teheran. Gāsholkhī ligger 614 meter över havet och antalet invånare är 204.
Terrängen runt Gāsholkhī är huvudsakligen platt, men åt nordost är den kuperad. Runt Gāsholkhī är det glesbefolkat, med 17 invånare per kvadratkilometer. Närmaste större samhälle är Posht Lor, 6,2 km nordväst om Gāsholkhī. Trakten runt Gāsholkhī består till största delen av jordbruksmark.